# Carlos Jiménez
Pour les articles homonymes, voir Jiménez.
Carlos Jiménez Sánchez, né le 10 février 1976 à Madrid, est un joueur espagnol de basket-ball qui occupe le poste d'ailier.
Considéré comme l'un des cinq meilleurs joueurs espagnols de la Liga ACB, il joue toute sa carrière dans le club d'Estudiantes Madrid avec lequel il remporte la Coupe du Roi et est finaliste du championnat d'Espagne et de la Coupe Korać. Il compte plus de 120 sélections en équipe d'Espagne, dont il est capitaine en 2005. En 2006, il remporte avec la sélection nationale le Championnat du monde en battant la Grèce en finale.

## Palmarès

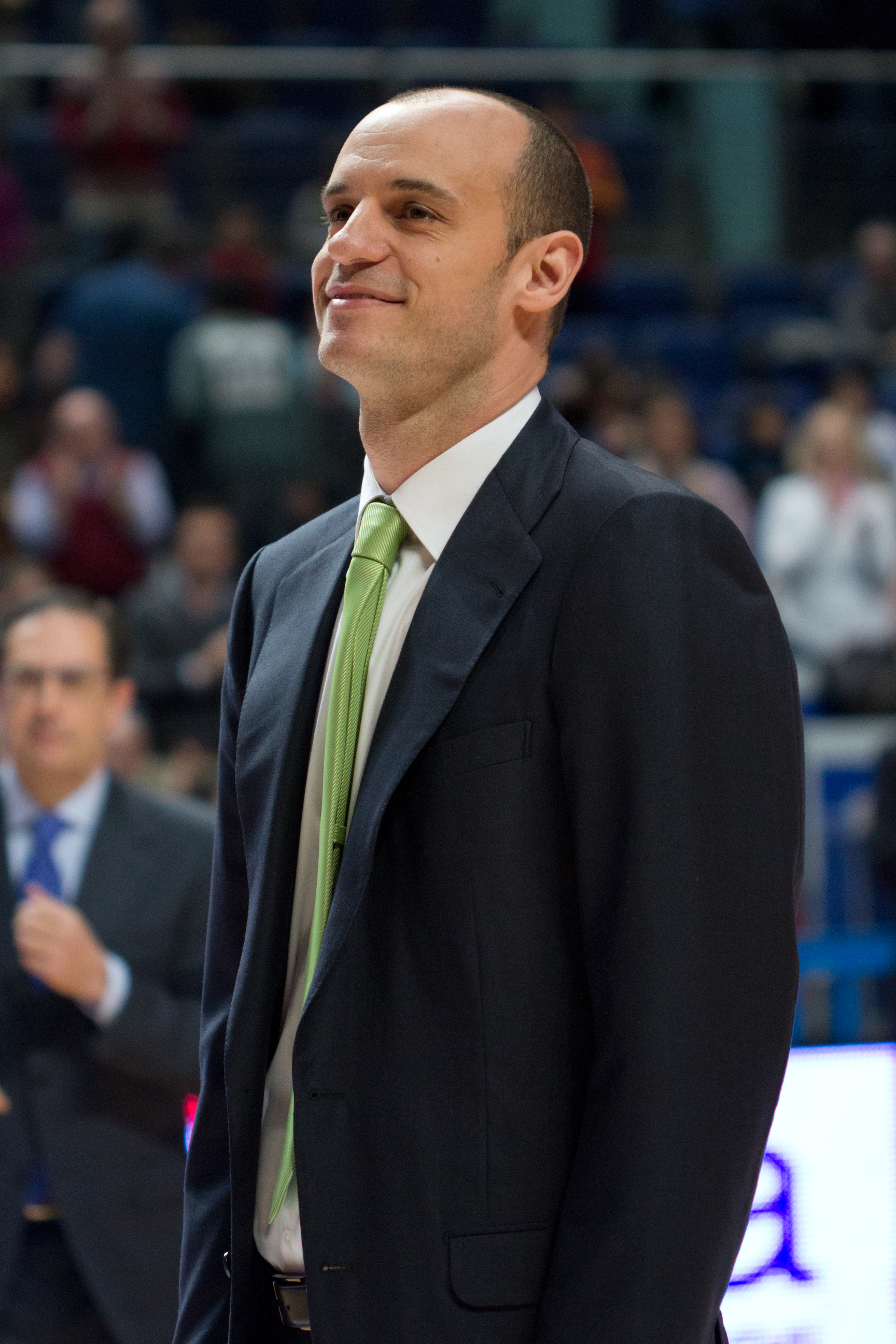
Carlos Jiménez en 2013.

### Club
- Finaliste de la Coupe Korać 2004
- Finaliste du championnat d'Espagne de basket-ball en 2004
- Vainqueur de la Coupe du Roi en 2000

### Équipe nationale
- Jeux olympiques d'été de 2008
  -  Médaille d'argent.
- Championnat du monde
  -  Médaille d'or du Championnat du monde 2006
- Championnat d'Europe
  -  Médaille d'argent du championnat d'Europe 1999 en France
  -  Médaille d'argent du championnat d'Europe 2003 en Suède
  -  Médaille d'argent du championnat d'Europe 2007 en Espagne
  -  Médaille de bronze du championnat d'Europe 2001 en Turquie

### Distinctions personnelles
- Élu meilleur ailier du championnat d'Espagne en 2005 et 2006